# سامويل إدموند سيوال
سامويل إدموند سيوال (1799-1888) هو محامي أمريكي وإبطالي ومؤيد لحق النساء في التصويت. كان أحد مؤسسي جمعية ماساتشوستس لمكافحة العبودية عام 1831، وأعطى خبرته القانونية للسكك الحديدية تحت الأرض، وعمل فترة في مجلس شيوخ ماساتشوستس عضوًا حزب الوطنيين الأحرار.
شارك سيوال في العديد من القضايا البارزة التي تنطوي على لاجئين من العبودية، بما في ذلك جورج لاتيمر وشادراك مينكينز وتوماس سيمز وإليزا سمول وبولي آن بيتس. عمل أيضًا على تعزيز الحقوق القانونية للمرأة في ماساتشوستس.
كان من نسل القاضي البيوريتاني سامويل سيوال.

## نشأته وتعليمه
ولد سيوال في بوسطن في 9 نوفمبر 1799، وهو السابع من بين أحد عشر طفلاً لجوزيف سيوال وماري (روبي) سيوال. كان جوزيف سيوال، حفيد كبير القضاة سامويل سيوال، شريكًا في شركة استيراد البضائع الجافة، سيوال وساليسبري، وأمين صندوق كومنولث ماساتشوستس. توفي أربعة من أشقاء سامويل في سن الرضاعة وخمسة آخرين ماتوا صغارًا من الاستهلاك (السل). كان سامويل وشقيقه الأكبر توماس الوحيدين الذين نجوا لوالدتهم، التي توفيت عام 1834.
بعد ارتياد أكاديمية فيليبس إكستر، دخل سامويل كلية هارفارد في سن الثالثة عشر، وتخرج عام 1817 بدرجة الأول على صفه تقريبًا. حصل العديد من زملائه في جامعة هارفارد إلى وظائف متميزة: المؤرخ جورج بانكروفت، والسياسيان كاليب كوشينغ سامويل إيه. إليوت، والصحفي ديفيد لي تشايلد، والمصلح جورج ب. مايو (ابن عم سيوال). في خريف عام 1817 دخل كلية الحقوق بجامعة هارفارد التي أنشئت حديثًا، حيث حصل على شهادة في الحقوق عام 1820.

## المسيرة المهنية
قُبل في نقابة المحامين عام 1821، ودخل في شراكة مع ويلارد فيليبس. بالإضافة إلى عمله المنتظم، حرر مجلة القانون الأمريكي ونشر مقالات قانونية.

### الإبطالية
كان سامويل سيوال سلف سيوال، من أوائل الذين ألغوا عقوبة الإعدام الاستعمارية. في قضية بيع يوسف، جادل بأنه لا يمكن لأي إنسان أن يمتلكه شخص آخر، وأن الأفارقة، مثل البيض، أبناء وبنات آدم الأول، وإخوة وأخوات آدم الأخير، ونسل الله، وعلى هذا النحو، يجب معاملتهم باحترام مقبول.
كان أول مقال مناهض للعبودية لسامويل سيوال، حول العبودية في الولايات المتحدة أكثر تحفظًا. رغم إدانته للعبودية باعتبارها شرًا وطنيًا عظيمًا، سخر من فكرة أنه يجب إلغاء العبودية على الفور وفي الحال قائلًا: «لا شيء يمكن أن يكون أكثر سخافة وخطورة من حق الانتحار المفاجئ لجميع الزنوج».
كان المقال قبل أن يسمع ويليام لويد غاريسون يتحدث أنه أخذ القضية بجدية. حضر سيوال أول محاضرة عامة لغاريسون في بوسطن في 16 أكتوبر برفقة أصدقائه سامويل ج. ماي وأ. برونسون ألكوت 1830. بعد ذلك، قدم الثلاثة أنفسهم إلى غاريسون وتحدثوا معه حتى وقت متأخر من الليل. أقنعه غاريسون بأن التحرر الفوري غير المشروط هو حق كل عبد ولا يمكن لسيده حجبه ساعة دون خطيئة. رتب سيوال أن يكرر غاريسون محاضرته في قاعة أفضل. في وقت لاحق ساعد في تمويل المحرر، صحيفة غاريسون التي طالبت بإلغاء عقوبة الإعدام، وشارك في تأسيس جمعية ماساتشوستس لمكافحة العبودية، وانضم إلى مجلس المديرين عام 1832. ظل الاثنان صديقين لسنوات عديدة، رغم شخصياتهما المختلفة جدًا والخلافات المتكررة حول الاستراتيجية.
تطوع سيوال بخدماته كمحامي للجمعية، وصياغة الالتماسات والقرارات والحجج والدفاعات القانونية، وكذلك إعداد التقارير السنوية وكتابة المقالات للصحيفة. جند أيضًا دعم جهات إلغاء عقوبة الإعدام الأخرى مثل ماريا ويستون تشابمان وإليس غراي لورينغ. كان أمينًا لأكاديمية نويس في نيو هامبشاير، وهي مدرسة مختلطة الأعراق دمرها حشد من الغوغاء عام 1835.

نمت إدانات سيوال التي تطالب بالإبطالية بشكل أقوى على مر السنين. في عام 1851 كتب في رسالة إلى سامويل ماي:
«بقدر ما أكره إراقة الدماء، أعتقد أنه من الأفضل أن يقتل اثنان أو ثلاثة من مالكي العبيد ومساعدوهم من العبيد أكثر من جر الرجل إلى العبودية... لا يمكنني إلقاء اللوم على الرجل للقتال من أجل حريته، أو أي شخص آخر للقتال من أجله».